# Alberto Denegri
Alberto Luis Denegri (... – ...) perui válogatott labdarúgó, edző.
A perui válogatott tagjaként részt vett az 1930-as világbajnokságon.

## Külső hivatkozások
- Alberto Denegri a FIFA.com honlapján Archiválva 2015. február 3-i dátummal a Wayback Machine-ben

1. ↑  PlaymakerStats.com (angol nyelven)
2. ↑  Soccerway